# Hemignathus
Hemignathus là một chi chim trong họ Fringillidae.